# Терористичний акт у Лахорі (2016)
31°30′47″ пн. ш. 74°17′20″ сх. д. / 31.513° пн. ш. 74.289° сх. д.
Терористичний акт у Лахорі здійснений 27 березня 2016 року біля головного входу до Гульшан-е-Ікбаль — одного з найбільших парків Лахора. В результаті вибуху загинуло принаймні 60 людей, більше 250 людей отримало поранення, що робить цей теракт одним із найбільших у Лахорі. Атака виглядає націленою на християн, які святкували Великдень, також жертвами стали переважно жінки та діти.
Вибух стався о 18:30, речник пакистанської аварійно-рятувальної служби Rescue 1122 сказав, що орієнтовно о 18:44 до них надійшло звернення про допомогу, 23 швидкі відправлено на місце події. Поранених перевезли переважно до лікарень Джинна та Шейха Халіфа.
Відповідальність на себе взяло угрупування Джамаат-уль-Ахрар, яке відділилося від Техрік-е-Талібан Пакистан у серпні 2014 року.

## Реакція
Президент Пакистану Мамнун Хусейн, губернатор провінції Пенджаб Рафік Малік Мухаммад Раджвана та головний міністр провінції Пенджаб Шахбаз Шаріф засудили терористичний акт та оголосили триденний траур.